# NGC 3653
NGC 3653 ist eine linsenförmige Galaxie vom Hubble-Typ S0 im Sternbild Löwe. Sie ist schätzungsweise 396 Millionen Lichtjahre von der Milchstraße entfernt.
Das Objekt wurde am 10. April 1785 von Wilhelm Herschel entdeckt.